# Hôtel Libert
L'hôtel Libert est un édifice classé Monument historique, situé à Alençon, en France, à 250 m au nord-ouest de la basilique Notre-Dame.

## Historique
Les façades et les toitures, la bibliothèque, la salle de conférences, la cage d'escalier et le jardin y compris le puits sont classés au titre des monuments historiques depuis le 20 octobre 1947.